# Інтерфільм (кінодистриб'ютор)
Інтер-Фільм, Інтерфільм також Інтер-Фільм Україна (англ. InterFilm Ukraine) — у минулому одна з найбільших українських кінодистриб'юторських компаній, що працювала на українському ринку з 1996 по 2014 рік. Займалася дистриб'юцією домашнього відео та кінопрокатом на території України фільмів великих російських кіностудій на кшталт «Централ Партнершип» тощо. Після початку Російсько-української війни в 2014 році та відповідної заборони на кінопрокат в Україні російських фільмів вироблених після 2014 року, компанія покинула український ринок та сконцентрувалася на інших ринках колишнього СРСР, як от Казахстан (та їхній тамтешній підрозділ Sulpak Cinema) та Білорусь (ІнтерФільм Білорусь).
На момент закриття українського підрозділу компанії у 2014 році, частка компанії на кінодистриб'юторському ринку України була 2,5%.

## Про компанію
Компанія була утворена в Одесі у 1996 році. За роки до 2000-х компанія жодного разу не випускала жодного фільму для домашнього перегляду. У 1999 році Інтер-Фільм Україна укладає угоду з Columbia TriStar Home Entertainment в той час коли російський концерн Відеосервіс (партнер Columbia) припиняє випуск за фільмами Columbia TriStar на території СНД. З 2000 по 2007 року випуск фільмів Columbia / Sony поширювалися по територіях СНД.
У 2001 році Інтер-Фільм підписує договір з Warner Home Video і буде випускати їх фільми на території СНД. Російський партнер Warner Bros. Міст Відео відділяється від Медіа-Мост Володимира Гусинського займається за фільмами WB в Росії аж до 2002 року, поки не знайшовся наступник. Втім, Інтер-Фільм випускала фільми Warner Bros. на відео до 2012 року.
У 2003 році Інтер-Фільм почала співпрацювати з одеської компанії Союз-Відео, в якому вона поширює каталог фільмів Централ Партнершип (нині колишній партнер Інтер-Фільм) на території України і Молдови. Більшість фільмів, зняті в Росії, в Європі і в Америці. До речі, для розповсюдження фільмів за студіям Sony, Warner Brothers і Централ Партнершип внизу на обкладинках можна побачити голопломби червоного і синього кольору з логотипом ІФ.
Засновником та гендиректором компанії був Ґоловашкін Олег Рудольфович, який з 2004 також за сумісництвом є гендиректором української філії російського медіа-конгломерату «Централ Партнершип».

## Послуги

#### Домашнє Відео (Home Video)[3]
- Представник Централ Партнершип (Home Video): з 2004 року в Україні, Білорусі, Азербайджані, Молдові, Казахстані, Грузії по Home Video
- Представник Warner Brothers, New Line Cinema, HBO (Home Video): з 2001 року в Україні, Білорусі, Молдові, Азербайджані, Грузії по Home Video
- Представник Universal Pictures (Home Video): з 2009 року в Україні, Білорусі, Азербайджані, Молдові по Home Video
- Представник Paramount Pictures, DreamWorks Animation (Home Video): з 2009 року в Україні, Білорусі, Молдові
- Представник Home video інших незалежних кіностудій

#### Кінопрокат
- Непрямий дистриб'ютор Централ Партнершип (кінопрокат): з 2010 року партнер по кінопрокату в Україні російської кінокомпанії Central Partnership.[4]

##### Історія колишніх кінопрокатних прав компанії
З 2013 по 2014 компанія Інтер-фільм займалася кінопрокатом в Україні стрічок виробництва DreamWorks Studios. За ці два роки Інтер-фільм випустив в український прокат всього 4 фільми студії: П'ята влада (2013), Татусь із доставкою (2013), Need for Speed: Жага швидкості (2014), Прянощі та пристрасті (2014). В 2015 права на кінопрокат фільмів DreamWorks на території України перейшли UFD і перший фільм студії у 2015 році, Міст шпигунів, вийшов в український прокат вже від UFD. У 2017 році права на кінопрокат фільмів Dreamworks Studio перейшли від UFD до B&H, оскільки у грудні 2015 року стало відомо, що Dreamworks стала підпорядковуватися компанії Amblin Partners яка віддала дистрибуцію фільмів Dreamworks Universal, офіційним дистриб'ютором якої в Україні є B&H. Раніше, до 2013, міжнародним прокатником Dreamworks Pictures була Walt Disney Studios Motion Pictures International, відповідно в Україні стрічки студії в цей період випускала B&H.
Також у 2013 році «Інтерфільм Інтернешнл» та FILM.UA Distribution уклали угоду, згідно з якою права на території України на дистрибуцію фільмів виробництва DreamWorks LLC в усіх форматах, окрім кінопрокату та домашнього відео, надаються FILM.UA Distribution.

## Частка кінопрокатного ринку
Починаючи з 2014 року, коли компанія пішла з кінопрокатного ринку України й сконцентрувалася на колишніх країнах-колоніях СРСР як Білорусь чи Казахстан, компанія не має частки на українському кінодистриб'юторському ринку.
| № | Назва                       | Ринок у 2010       | Ринок у 2011       | Ринок у 2012       | Ринок у 2013         | Ринок у 2014         | Ринок у 2015            | Ринок у 2016            | Ринок у 2017               |
| 1 | B&H Film Distr. Company     | 43.2%              | 51%                | 48.9%              | 49.1%                | 41.4%                | 55.7%                   | 50.4%                   | 52.5%                      |
| 2 | Ukrainian Film Distribution | 20.5%              | 22.1%              | 21.5%              | 14.3%                | 26%                  | 22.8%                   | 23%                     | 21.9%                      |
| 3 | Kinomania                   | 16.6%              | 15.9%              | 9.63%              | 15%                  | 16%                  | 10.9%                   | 16.2%                   | 15.2%                      |
| 4 | MMD UA                      | 2.6%               | 4.68%              | 3.41%              | 7.75%                | 3.59%                | 3.8%                    | 1.8%                    | 1.7%                       |
| 5 | Вольга Україна              | <1 %               | <1 %               | 2.5%               | 3.6%                 | 4.1%                 | 4.3%                    | 2.7%                    | 5.7%                       |
| - | Решта                       | 17.1%              | 6.19%              | 14.1%              | 10.4%                | 8.88%                | 2.6%                    | 5.9%                    | 2.9%                       |
| - | Всього                      | 100                | 100                | 100                | 100                  | 100                  | 100                     | 100                     | 100                        |
| - |                             |                    |                    |                    |                      |                      |                         |                         |                            |
| - | К-сть стрічок у прокаті     | 166                | 242                | 259                | 327                  | 325                  | 292                     | 288                     | 294                        |
| - | К-сть відвідувачів          | 15 млн             | 17,2 млн           | 19,6 млн           | 20.4 млн             | 20,1 млн             | 21,16 млн               | 24,2 млн                | 28,9 млн                   |
| - | Середня ціна квитка         | ₴41                | ₴43                | ₴43                | ₴43                  | ₴47                  | ₴57                     | ₴67                     | ₴77,08                     |
| - | Касові збори                | ₴614 млн ($77 млн) | ₴720 млн ($90 млн) | ₴800 млн ($100 млн | ₴ 820 млн ($106 млн) | ₴943 млн ($80,4 млн) | ₴1.2 млрд. ($54,58 млн) | ₴1.70 млрд. ($63,8 млн) | 2,23 млрд грн. ($85,8 млн) |
| - | К-сть кінотеатрів           | 156                | 164                | 167                | 186                  | 167*                 | 152*                    | 160*                    | 181*                       |
| - | К-сть кіноекранів           | 350                | 370                | 376                | 443                  | 420*                 | 438*                    | 460*                    | 513*                       |
| - | % українського озвучення    | 65.6 %             | 65.2 %             | 65.7 %             | 69.3 %               | 65.5 %               | 84.8 %                  | 88.0 %                  | 87.5 %                     |
| *В зв'язку з окупацією Криму та Сходу України російськими військами, починаючи з 2014 року фактично в Україні функціонувало менше кінотеатрів: Україна втратила 22 кінотеатри де загалом розміщувалося 45 кіноекранів (без окупації у 2014 Україна б мала 189 кінотеатрів де розмішувалося б 465 кіноекранів) |                             |                    |                    |                    |                      |                      |                         |                         |                            |

## Лого

Логотип підрозділу домашнього відео
Логотип підрозділу кінопрокату
Альтернативний логотип підрозділу кінопрокату

## Зауваги
1. 1 2 3 4 5 6 7  Дані Media Resources Management (MRM)
2. ↑  У 2017 точні річні дані по касовим зборам було надано лиши 5-ма найбільшими прокатниками України: B&H, UFD, Kinomania, Volga Ukraine та MMD, що загалом випустили в прокат у 2017 році 187 унікальних фільмів (включно з тими що вийшли у прокат ще у 2016 році, але також мали прокат і у 2017). Всього у 2017 в український прокат вийшло 294 стрічки. Для всіх решти було використано дані MRM у ~2,9% ринку у 2017 році[15]
3. ↑  Зверніть увагу, дані по зборам Kinomania для 2010-2016 років є сумою загальних зборів для Kinomania, Синергії та Галеон кіно; починаючи з 2017 Синергія/Галеон де-факто не працюють, оскільки не випустили в український прокат жодного фільму
4. ↑  Частка Вольга України у 2010-2014 роках є приблизною, оскільки відсутні точні дані річних касових зборів цього кінодистиб'ютора за ці роки (у статистиці кіноекспертів "Вольга Україна" тоді входила до "решта дистриб'юторів")
5. ↑  Кількість фільмів кінопрокату, що мали дублювання або багатоголосе озвучення українською